# Aeroporto di Wellington
L'Aeroporto di Wellington (IATA: WLG, ICAO: NZWN), precedentemente indicato come aeroporto di Rongotai, è uno scalo aeroportuale neozelandese definito come internazionale dalle autorità dell'aviazione civile neozelandesi The Civil Aviation Authority of New Zealand sito a Rongotai, agglomerato suburbano posto 3 nmi (5,5 km) a Sud-Est dal centro di Wellington, nell'Isola del Nord, Capitale della Nuova Zelanda e terza area urbana del paese, dopo Auckland e Christchurch.
La struttura è posta a un'altitudine di 12,5 m / 41 ft sul livello del mare ed è dotata di una pista con superficie in asfalto, lunga 1815 m e larga 45 m (5 955 per 148 ft) e con orientamento 16/34, equipaggiata con impianto di illuminazione ad alta intensità (HIRL) e di sistema di assistenza all'atterraggio PAPI.
L'aeroporto, gestito dal governo neozelandese, è aperto al traffico commerciale ed è Hub della compagnia aerea di bandiera Air New Zealand.